# Gosen

Gosen (五泉市 Gosen-shi?) este un municipiu din Japonia, prefectura Niigata. Începând cu 1 iunie 2016, orașul avea o populație estimată de 50.870 și o densitate a populației de 145 de persoane pe km². Suprafața sa totală este de 351,91 kilometri pătrați (135,87 sq mi)

## Geografie
Gosen este situat într-o regiune interioară a prefecturii nord-centrale Niigata. Râul Agano curge prin oraș.

## Istoric
Zona de astăzi Gosen face parte din vechea provincie Echigo. Sub shogunatul Tokugawa din perioada Edo Japonia, părți din ceea ce este acum Kashiwazaki au fost sub controlul domeniului Muramatsu, un domeniu feudal fudai minor condus de o ramură junior a clanului Hori. Orașul Gosen a fost creat odată cu înființarea sistemului municipalităților la 1 aprilie 1889. Orașul modern Gosen a fost înființat la 3 noiembrie 1954, de la fuziunea orașului Gosen cu satul Sumoto, Kawahigashi și Hashida ( toate din Districtul Kitakanbara). La 1 ianuarie 2006, orașul Muramatsu (din districtul Nakakanbara) a fost fuzionat în Gosen.

## Economia
Economia din Gosen este în primul rând agricolă; totuși, datorită apropierii sale de Niigata, devine din ce în ce mai mult o comunitate de dormitoare, cu peste 20% din populația activă care se deplasează zilnic la Niigata.

## Educație
Gosen are unsprezece școli primare publice și cinci licee publice. Există două licee publice, precum și o școală specială de învățământ. Departamentul de Agricultură al Universității din Niigata are o fermă de testare pe teren în Gosen.